# MTV Video Music Awards 2012
29. ceremonia rozdania nagród MTV Video Music Awards odbyła się w czwartek, 6 września 2012 roku, w hali sportowo-widowiskowej Staples Center w Los Angeles. Był to pierwszy przypadek w historii VMA, kiedy gala miała miejsce właśnie tam. Emisja uroczystości na żywo odbyła się poprzez stacje MTV Networks na całym świecie, między innymi amerykańską MTV. 31 lipca 2012 ogłoszono nominacje w piętnastu kategoriach, z czego w dziewięciu zwycięzcy wybierani byli na podstawie głosowania internautów, a w sześciu przez profesjonalne jury. Dodatkowo na stronie stacji Tr3s (należącej do MTV Networks i skupiającej się na muzyce latynoskiej) odbywało się głosowanie w jeszcze jednej kategorii: najlepszy wykonawca latynoski. Najwięcej, bo aż jedenaście nominacji zdobyła Rihanna, z czego pięć przypada na jej własne teledyski, a sześć na te, w których pojawiła się gościnnie. Pięć nominacji przypadło Drake’owi, a cztery Katy Perry.

## Wykonawcy

### Przed galą
- Demi Lovato – "Give Your Heart a Break"

### Właściwa gala
- Rihanna (z A$AP Rocky i Calvinem Harrisem) – "Cockiness (Love It)" (Remix) / "We Found Love"
- Pink – "Get the Party Started" (intro) / "Blow Me (One Last Kiss)"
- Frank Ocean – "Thinkin' Bout You"
- One Direction – "One Thing"
- Lil Wayne i 2 Chainz – "Yuck!" / "No Worries"
- Green Day – "Let Yourself Go"
- Alicia Keys (z Nicki Minaj) – "Girl on Fire"
- Taylor Swift – "We Are Never Ever Getting Back Together"

## Prezenterzy
- Demi Lovato
- 2 Chainz
- Miley Cyrus
- Rita Ora
- Fierce Five (Aly Raisman, Gabby Douglas, Jordyn Wieber, Kyla Ross i McKayla Maroney)
- Rashida Jones
- Ke$ha
- Wiz Khalifa
- Katy Perry
- Mac Miller
- Andy Samberg
- The Wanted
- Justin Bieber

## Nominacje

### Teledysk
- Rihanna (featuring Calvin Harris) – "We Found Love"
  - Drake (featuring Rihanna) – "Take Care"
  - Gotye (featuring Kimbra) – "Somebody That I Used to Know"
  - M.I.A. – "Bad Girls"
  - Katy Perry – "Wide Awake"

### Najlepszy nowy artysta
- One Direction – "What Makes You Beautiful"
  - fun. (featuring Janelle Monáe) – "We Are Young"
  - Carly Rae Jepsen – "Call Me Maybe"
  - Frank Ocean – "Swim Good"
  - The Wanted – "Glad You Came"

### Najlepsza reżyseria w teledysku
- M.I.A. – "Bad Girls" (reżyser: Romain Gavras)
  - Coldplay & Rihanna – "Princess of China" (reżyser: Adria Petty i Alan Bibby)
  - Duck Sauce – "Big Bad Wolf" (reżyser: Keith Schofield)
  - Jay-Z & Kanye West (featuring Otis Redding) – "Otis" (reżyser: Spike Jonze)
  - Frank Ocean – "Swim Good" (reżyser: Nabil Elderkin)

### Najlepsza reżyseria artystyczna w teledysku
- Katy Perry – "Wide Awake" (reżyser artystyczny: Benji Bamps)
  - Lana Del Rey – "Born to Die" (reżyser artystyczny: Anna Brun i Audrey Malecot)
  - Drake (featuring Rihanna) – "Take Care" (reżyser artystyczny: Charles Infante)
  - Of Monsters and Men – "Little Talks" (reżyser artystyczny: Mihai Wilson i Marcella Moser)
  - Regina Spektor – "All the Rowboats" (reżyser artystyczny: Anthony Henderson)

### Najlepszy męski teledysk
- Chris Brown – "Turn Up the Music"
  - Justin Bieber – "Boyfriend"
  - Drake (featuring Rihanna) – "Take Care"
  - Frank Ocean – "Swim Good"
  - Usher – "Climax"